# Robert Connelly
Robert Connelly (Pensilvânia, 15 de julho de 1942) é um matemático estadunidense, que trabalha com geometria e combinatória.
Connelly estudou noa Universidade Carnegie Mellon (bacharelado em 1964), e obteve um doutorado em 1969 na Universidade de Michigan, orientado por James M. Kister, com a tese Unknotting Close Embeddings of Polyhedra in Codimension Greater Than Three. É desde 1969 professor da Universidade Cornell.
Em 2012 foi eleito fellow da American Mathematical Society.
O asteroide 4816 Connelly é denominado em sua homenagem.

## Obras
- A flexible sphere, The Mathematical Intelligencer, Volume 1, 1978, p. 130–131
- The Rigidity of Polyhedral Surfaces, Mathematics Magazine, Volume 52, 1979, p. 275–283
- Rigidity, in Handbook of Convex Geometry, Band A, North-Holland, Amsterdam, 1993, p. 223–271
- mit K. Bezdek Pushing disks apart — the Kneser-Poulsen conjecture in the plane, J. Reine Angew. Math., Volume 553, 2002, p. 221–236.
- Generic global rigidity, Discrete Comput. Geom., Volume 33, 2005, p. 549–563